# Matt Hyson
Matthew Johnathan Hyson (Providence (Rhode Island), 13 augustus 1970) is een Amerikaans professioneel worstelaar die actief was in de Extreme Championship Wrestling en World Wrestling Entertainment (WWE) als Spike Dudly en in Total Nonstop Action Wrestling als Brother Runt.

## In worstelen
- Afwerking bewegingen
  - Dudley Dog / Acid Drop

- Kenmerkende bewegingen
  - Battering ram
  - Diving clothesline
  - Diving double foot stomp
  - Dropkick
  - Forearm smash
  - Frankensteiner
  - Moonsault
  - Neckbreaker
  - Tornado DDT

## Kampioenschappen en prestaties
- Chaotic Wrestling
  - CW Tag Team Championship (1 keer met Kyle Storm)

- Extreme Championship Wrestling
  - ECW World Tag Team Championship (2 keer met Balls Mahoney)

- New York Wrestling Connection
  - NYWC Heavyweight Championship (1 keer)

- World Wrestling Federation / World Wrestling Entertainment
  - WWF European Championship (1 keer)
  - WWF World Tag Team Championship (1 keer met Tazz)
  - WWF/WWE Hardcore Championship (8 keer)
  - WWE Cruiserweight Championship (1 keer)